# Airport (låt)
Airport är en sång av det brittiska powerpop/new wave-bandet the Motors. Låten släpptes som singel den 19 maj 1978 på Virgin Records och nådde #4 på UK Singles Chart. Den 1 juli 1978 tilldelades singeln en silvercertifiering av BPI i Storbritannien för försäljning av över 250 000 exemplar. Den nådde även #19 i Sydafrika den 24 november 1978.

## Ursprung
Låten skrevs av sångaren Andy McMaster 1976. McMaster bytte sedan från keyboard till bas inför bandets första album. Efter debutalbumet 1 från 1977, ändrade gruppen sitt pubrocksound till new wavestil med syntar (mest framträdande på spår som McMaster tidigare skrivit) och igenkännbara melodier.

## Medverkande
- Nick Garvey – gitarr/sång
- Andy McMaster — sång/synthesizer/basgitarr
- Bram Tchaikovsky—gitarr/sång
- Ricky Wernham – trummor/sång